# Herbert Taylor (Eisschnellläufer)
Herbert George Taylor (* 20. Dezember 1906 in New York City; † 26. Januar 1981 in Palo Alto) war ein US-amerikanischer Eisschnellläufer.
Taylor, der für den Iceland Skating Club aus New York startete, lief bei den Olympischen Winterspielen 1932 in Lake Placid auf den sechsten Platz über 1500 m und auf den vierten Rang über 5000 m. Bei der Mehrkampf-Weltmeisterschaft 1932 in Lake Placid wurde er Vierter und bei der Mehrkampf-Weltmeisterschaft 1933 in Oslo Fünfter.

## Persönliche Bestleistungen
| Disziplin | Zeit        | Datum            | Ort       |
| --------- | ----------- | ---------------- | --------- |
| 500 m     | 44,8 s      | 12. Februar 1933 | Oslo      |
| 1500 m    | 2:23,3 min  | 11. Februar 1933 | Oslo      |
| 5000 m    | 8:46,1 min  | 3. März 1934     | Trondheim |
| 10.000 m  | 17:51,4 min | 11. Februar 1933 | Oslo      |